# Красуля
Красу́ля — село в Україні, у Дубрівській сільській територіальній громаді Звягельського району Житомирської області. Населення становить 76 осіб.

## Історія
У 1906 році село Смолдирівської волості Новоград-Волинського повіту  Волинської губернії. Відстань від повітового міста 31 верста, від волості 17. Дворів 16, мешканців 143.

## Населення

### Мова
Розподіл населення за рідною мовою за даними :
| Мова       | Кількість | Відсоток |
| ---------- | --------- | -------- |
| українська | 74        | 97.37%   |
| російська  | 2         | 2.63%    |
| Усього     | 76        | 100%     |